# Loboparadisea sericea
Ave-de-cetim-carunculada ou pássaro-cetim-de-peito-amarelo (Loboparadisea sericea) é uma espécie de ave da família Cnemophilidae. É a única espécie do género Loboparadisea.
Pode ser encontrada nos seguintes países: Indonésia e Papua-Nova Guiné.
Os seus habitats naturais são: florestas subtropicais ou tropicais húmidas de baixa altitude e regiões subtropicais ou tropicais húmidas de alta altitude.
Está ameaçada por perda de habitat.